# Döden i Anderna
Döden i Anderna är en roman av den peruanske författaren och nobelpristagaren i litteratur 2010 Mario Vargas Llosa. En berättelse om korpral Lituma och Tomasito som har skickats till en avlägsen postering högt uppe i Anderna. Unge Tomasito tänker tillbaka på olycklig kärlek, medan kustbon Lituma försöker anpassa sig till den främmande bergsmiljön, bland Andernas folk och väsen, ständigt under dödshot från maoistgerillan som terroriserar trakten.

## Handling
Döden i Andes berättar historien om korpral Lituma från Piura, som tillsammans med sin kamrat, vakten Thomas Carreño eller "Tomasito" från Cusco (båda från Guardia Civil). De skall tjänstgöra på en förgäten plats i Naccos, en by i centrala Anderna i Peru, mitt i det krig som inletts av terroristgruppen Sendero Luminoso. Där ägnar de sig åt att undersöka det mystiska försvinnandet av tre personer: den stumme Pedro Tinoco, albinon Casimiro Huarcaya och förmannen för vägarbetena, Demetrio Chanca (vars riktiga namn, som man senare får veta, var Medardo Llantac). Undersökningen bedrivs under ständigt hot från terroristerna (självutnämnd "gerilla"), som försöker att motsätta sig det offentliga systemet genom extremt våldsamma och grymma medel. Efterforskningarna drar fram i ljuset några märkliga och ruggiga andinska berättelser om pishtaco, en mördarvarelse som suger fett ur människorna och praktiserar kannibalism, och vilken man anklagar för försvinnanden. Lituma är dock skeptisk och tror i stället att terroristerna är ansvariga för dessa försvinnanden. Men en av de bönderna medger slutligen att de tre försvunna personer hade dödats vid ett apu, för gudarna i bergen, enligt världsbilden i Anderna. Samtidigt berättas historien om Tomasito och hans kärlek till Mercedes, en kabaréartist som i slutet av romanen kommer på besök till Naccos. När hans uppdrag är utfört, befordras Lituma till sergeant och skickas för att tjänstgöra vid en polispostering i djungeln.